# Emperadriu Guo (Ming)
En aquest nom xinès, el cognom és Guo.
Emperadriu Guo (morta el 263 EC), nom personal desconegut, formalment coneguda com l'Emperadriu Mingyuan (明元皇后; literalment: "L'Emperadriu perspicaç i que tot ho veu"), va ser una emperadriu de Cao Wei durant el període dels Tres Regnes de la història xinesa. Ella va estar casada amb Cao Rui (Emperador Ming), el segon emperador de Cao Wei; ella va ser la seva tercera esposa i la seva segona emperadriu. El que és poc conegut sobre la seva figura és que va ser una dona intel·ligent que va lluitar dur per tractar d'evitar que el seu imperi caigués en mans del clan Sima (Sima Yi i els seus fills Sima Shi i Sima Zhao) durant els regnats del seu fill adoptiu Cao Fang i el seu cosí Cao Mao, però va ser incapaç de contenir la marea.

## Rerefons familiar i casament amb Cao Rui
La futura Emperadriu Guo provenia de la Comandància de Xiping (西平, aproximadament l'actual Xining, Qinghai). La seva família era un clan poderós de la zona, però durant el regnat del pare de Cao Rui, Cao Pi (l'Emperador Wen), la família es va veure implicada en una revolta, i ella, entre altres membres de la família, va ser requisada pel govern de Cao Wei. Ella d'alguna manera es convertí en concubina de Cao Rui, i ell l'afavorí en gran manera.
En el 237, la Consort Guo va estar involucrat un incident que va portar a la mort de la primera emperadriu de Cao Rui (i segona esposa), l'Emperadriu Mao. En una ocasió, quan Cao Rui hi era assistint a una festa organitzada per la Consort Guo, aquesta última va demanar que l'Emperadriu Mao fóra convidada a unir-se també, però Cao Rui es va negar i a més va ordenar que cap notícia sobre la festa arribés o se li comuniqués a l'Emperadriu Mao. Així i tot, les notícies se filtraren, i l'Emperadriu Mao de tota manera li va comentar a Rui sobre la festa. Ell es va enfadar molt, i va fer matar diversos dels seus assistents dels quals sospitava que filtraven informació a l'Emperadriu Mao, i, inexplicablement, ordenà a l'Emperadriu Mao de suïcidar-se.
Després de la mort de l'Emperadriu Mao, la Consort Guo es va convertir de facto en l'emperadriu, i als membres de la seva família se'ls van atorgar títols honorífics (això no obstant, amb poc poder). Ella no va ser creada emperadriu, malgrat tot, fins que Cao Rui emmalaltí al voltant del nou any del 239 EC. Ell transí un any després, i l'Emperadriu Guo es va convertir en emperadriu vídua, però no en regent, sobre el seu fill adoptiu Cao Fang.

## Com emperadriu vídua
Per voluntat de Cao Rui, el seu cosí llunyà Cao Shuang i Sima Yi foren fets regents, però Cao Shuang aviat es va convertir en la figura dominant en el govern; ell mentrestant simulava encara respectar a Sima, però efectivament n'anava apartant a Sima del govern de l'imperi. 